# Virgilio Dalupan
Virgilio A. Dalupan dit Baby Dalupan (19 octobre 1923 - 17 août 2016) est un ancien joueur et entraîneur philippin de basket-ball. Il meurt le 17 août 2016 à l'âge de 92 ans, de complications d'une pneumonie.